# 孟宪明
孟宪明（1966年5月—），男，回族，中华人民共和国政治人物。

## 生平
1966年出生于河北，毕业于北京交通大学和北京大学。现任北京网元圣唐娱乐科技有限公司、河北推趣世纪信息技术有限公司董事长，廊坊市政协副主席，市工商业联合会主席。第十三、十四届全国政协委员。